# Dansillos

Dansillos, respecte del terme d'Abella de la Conca

Dansillos és un indret i partida del terme municipal d'Abella de la Conca, a la comarca del Pallars Jussà.
Està situat al vessant meridional de la Serra de Carreu, a l'esquerra del barranc de Caborriu, al sud-sud-est del Tossal Forner. És al sud-oest del Coll de Pi Socarrat i del Turó de l'Espluga Redona, al sud-est de Moixa i a ponent dels Canals del Pau.
Antigament eren en part unes feixes de conreu, escalonades en un pendís entre zones rocalloses, i actualment abandonades.